# 民藝運動
民藝運動（民芸運動、みんげいうんどう）とは、手仕事によって生み出された日常づかいの雑器に美を見出そうとする運動。「民藝」とは「民衆的工藝」の略語で、柳宗悦らによる造語。1926年（大正15年）に柳宗悦、富本憲吉、河井寛次郎、濱田庄司が連名で「日本民藝美術館設立趣意書」を発表したことが、運動の始まりとされる。全国の民藝館などで運動が続けられている。

日本民藝館の創設者であり民藝運動の中心人物でもある柳宗悦は、日本各地の焼き物、染織、漆器、木竹工など、無名の工人の作になる日用雑器、朝鮮王朝時代の美術工芸品、江戸時代の遊行僧・木喰（もくじき）の仏像など、それまでの美術史が正当に評価してこなかった、西洋的な意味でのファインアートでもなく高価な古美術品でもない、無名の職人による民衆的美術工芸の美を発掘し、世に紹介することに努めた。

## 歴史

### 白樺創刊
「民藝」の提唱者の一人である柳宗悦は、1889年に東京の麻布に生まれた。1895年に学習院初等科に入学し、西田幾多郎にドイツ語を、鈴木大拙に英語を学ぶなどした。在学中には、武者小路実篤や志賀直哉らと親交を深め、1910年に雑誌『白樺』を創刊した。前年には、のちに『白樺』の同人となる仲間と共に来日してエッチング教室を開いていたバーナード・リーチを訪問している。

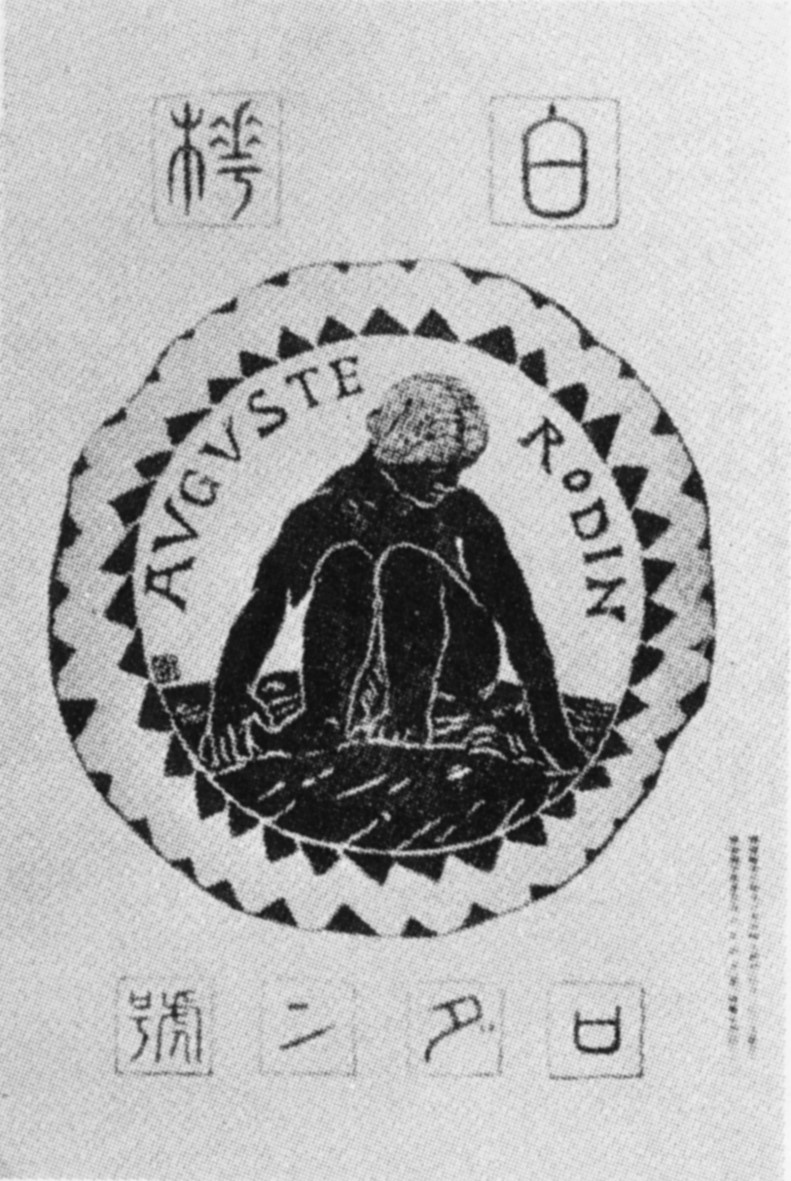
雑誌『白樺』

1910年、柳は東京帝国大学哲学科に入学。当時神学に関心を寄せていた柳は、老病死の問題の解決に科学が寄与できるのかという問題意識を持ち、心理学を専攻した。柳はのちに芸術に傾倒していくが、当初は科学や哲学に強い関心を持ち、『白樺』にも神学に関する論文を寄稿していた。1913年、柳は東京帝国大学を卒業する。

### 我孫子での交流
1914年、中島兼子と結婚した柳は、我孫子天神山に転居する。のちに、『白樺』同人の志賀直哉、武者小路実篤も我孫子に移り住み、柳が「コロニー」と呼ぶような芸術家の集まるコミュニティーが生まれた。1916年には、前年北京へ移住したリーチに柳が再来日を勧め、自宅の一部を窯と仕事場のために提供した。濱田庄司は、1919年にこのリーチの窯を訪ねてきた際に柳、志賀と出会う。

#### 朝鮮民族美術館
1914年、陶磁器研究家の浅川伯教は柳のもとで保管されていたオーギュスト・ロダンの彫刻を見に我孫子を訪れる。その際に浅川から柳へ贈られた李朝秋草文面付壺に魅了された柳は朝鮮の陶磁器に関心を持つようになる。1916年以降は実際に何度も渡朝し、工芸品の蒐集を行うなどした。1921年、柳は雑誌『白樺』に「朝鮮民族美術館設立計画」を発表し、1924年にソウルの旧王宮・景福宮に朝鮮民族美術館を開館した。この間、1922年に日本政府が光化門の取り壊しを計画した際には、柳は計画に反対する「失われんとする一朝鮮建築の為に」という文章を発表し、建築物の保存を求めた。
朝鮮を旅する中で、柳は李朝の雑器に強い印象を受け、関心を深めていった。当時、李朝の陶磁器は美的価値をほとんど認められておらず、柳はその価値を見出した先駆者の一人であった。そして、この李朝陶磁との出会いが、後の柳の民藝論につながっていく。

#### 白樺美術館
一方、1917年には雑誌『白樺』で「白樺美術館設立趣意書」が発表され、白樺美術館の設立が呼びかけられた。当時、『白樺』の同人は、雑誌の刊行などを通して主に印刷物を使って西欧の美術の動向を吸収、複製を活用して展覧会を開催していた。しかし、1911年に『白樺』でロダンの特集を組んだ際、浮世絵と共にロダン本人に雑誌を送付すると、ロダンから3体のブロンズ像を贈られた。これをきっかけとして、本物を展示する美術館を設立する計画が立ち上がった。呼びかけに応じて寄付が集まり、ポール・セザンヌの《風景》（大原美術館）の購入に至ったが、美術館建設の計画は関東大震災によって頓挫することとなった。

### 京都での活動

#### 木喰仏の発見・調査

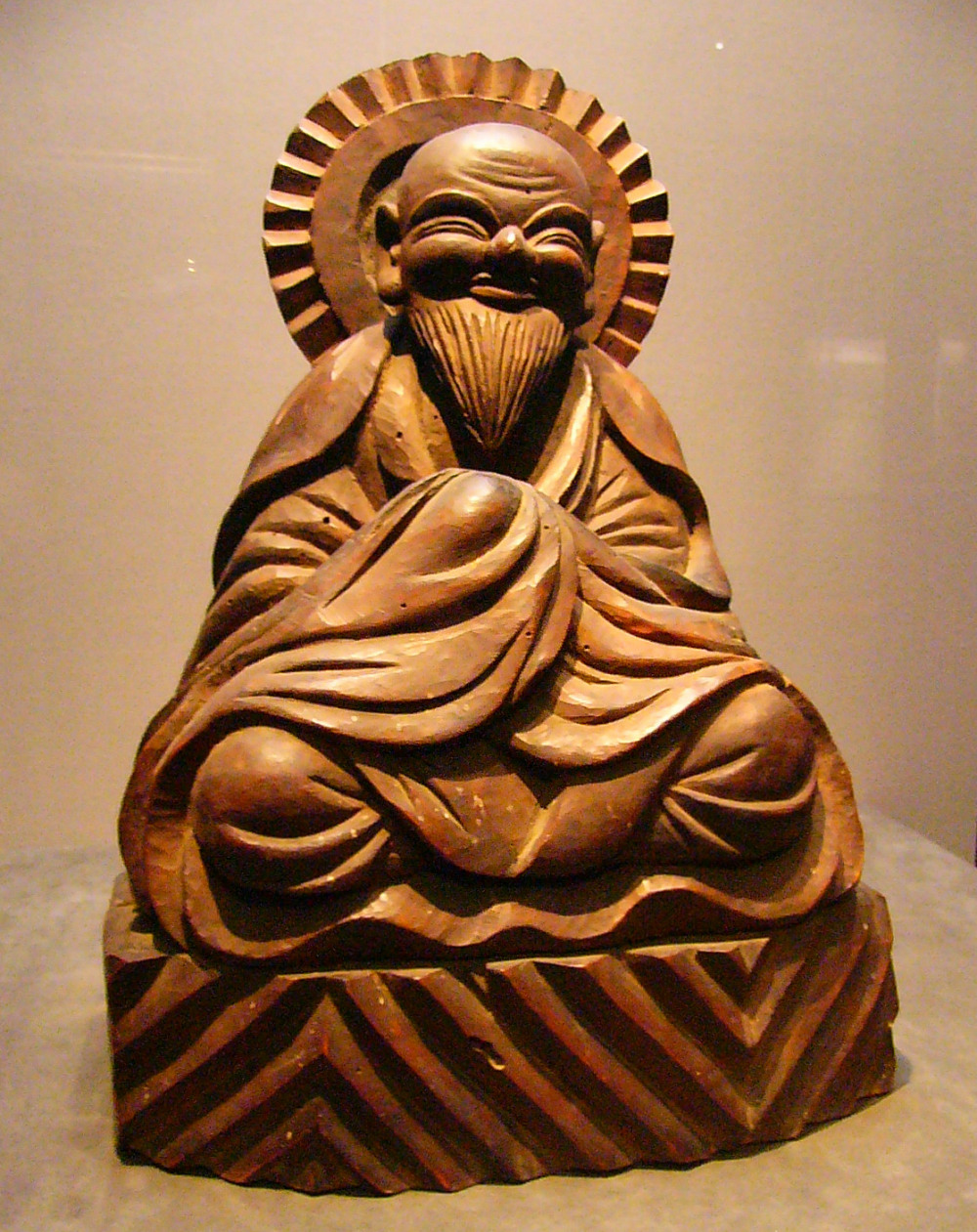
木喰仏

1924年の1月、柳宗悦は友人の朝鮮美術研究家・浅川巧とともに浅川の故郷である甲州を訪れた。この旅は当初、浅川が懇意にしていた古美術の蒐集家、小宮山清三の収集した朝鮮の陶磁器を見ることが目的であった。しかし、小宮山家で柳は木喰仏の前を偶然通りかかり、それが木喰上人の作による仏像であることを知る。これが、柳と木喰仏の出会いとなった。以降数年にわたり、それまで無名だった木喰上人について調査するために、柳、濱田、河井の三人は木喰上人の足跡をたどり、全国を旅することとなる。

#### 下手物の美
1924年4月、前年の関東大震災で被災した柳は一家で京都へ移住し、その後東京に再び戻るまで9年間にわたって京都を拠点として活動する。京都では、以前から交流のあった濱田の紹介で河井寛次郎と新たに親交を結ぶこととなった。同地で柳は河井に連れられて東寺や北野天神の朝市を回り、そこで出会った「下手物（げてもの）」に惹かれていく。「下手物」とは、一般民衆が使用する雑器のことで、「上手物（じょうてもの）」の逆の言葉である。柳は民衆が日常的に使用している雑器類に「美」を見出し、蒐集を進めた。

### 「民藝」の誕生
1925年の末、木喰仏に関する調査の旅の途上にあった、柳、濱田、河井は、「民衆的工藝」を略した「民藝」という言葉を新しく生み出した。「民藝」という言葉は、地方の民衆が日常的に使用している生活道具の中から、美的価値を有するものとして「再発見」されたもの、またその美的価値の基準をさす言葉である。元々は、京都の朝市で売り子から学んだ「下手物」という言葉を柳らは使用していたが、正しいニュアンスで伝えるために、新しく言葉が作り出された。翌年には、柳宗悦、富本憲吉、河井寛次郎、濱田庄司の連名で「日本民藝美術館設立趣意書」を発表し、「民藝」という言葉が世に出ることとなった。
1926年の9月には、「下手ものの美」という文章を越後タイムズに発表、その語感に注目が集まり、「下手物」という言葉は広まっていく。さらに1927年には『雑器の美』を「民藝叢書」の第一編として刊行し、同年には東京鳩居堂で最初の「日本民藝品展覧会」を開催した。

#### 上賀茂民藝協團発足
柳は工藝品の美は知識や美意識を持った個人作家ではなく、「無私の工人」によって生み出されると考えた。そこで、仕事に自らを奉仕する場としてのギルドを評価し、新作民藝を生み出すためのギルド（協団）の設立を目指した。そして、宗悦に共鳴していた染色の青田五良、漆芸・木工の黒田辰秋らを中心として、1927年に「上賀茂民藝協團」が設立された。青田、黒田は、それぞれ河井寛次郎の作品に感銘を受け、河井の家に出入りしており、そこで知り合い、柳とも河井を通して知り合った関係であった。この協団の他の参加者としては、青田の弟で金工を目指した青田七良、青田の助手として参加した鈴木実がいた。
上賀茂民藝協團の活動には、いくつか民藝運動に大きく貢献するものがある。一つ目は上野で開催された大礼記念国産振興東京博覧会への出品である。東京博覧会で出展されたパビリオン「民藝館」は柳が内装や調度品を設計立案していたが、その調度品の中には青田の制作した敷物やクッションや黒田が制作した棚やテーブルが含まれていた。二つ目は日本民藝品展覧會においてである。1929年に開催された日本民藝品展覧會では、青田が会場の説明係を担当し、民藝運動を担う新人として新聞でも大きく取り上げられた。この展覧会は、関西で民藝運動が広まるきっかけとなったとされる。三つ目は民藝協團第一回展覧會の開催である。1929年の6月に開催されたこの展覧会は上賀茂民藝協團の展覧会としては唯一のものであったが、多くの人が訪れ、出品作品のほとんどが売約済みになった。
以上のような活動を経て、1929年、およそ2年半で上賀茂民藝協團は解散した。

### 展覧会の開催
「民藝」という言葉を生み出した柳ら民藝運動の同人は、その理念・活動の普及に精力的に取り組み、多くの展覧会を開催した。

#### 東京博覧会
1928年3月、東京の上野公園で大礼記念国産振興東京博覧会が開かれた。当時、第一次世界大戦の影響を受けて、世界は不況に陥り日本も貿易収支が悪化していた。そのなかで、政府と産業界の双方において国産品を奨励する動きが強まり開かれたのが、この博覧会であった。日本の産業振興・工業化の推進するために設立された工政會の倉橋藤治郎は、柳宗悦に博覧会への出品を持ちかけ、パビリオン「民藝館」が出展された。結果的に民藝運動はこの時期、国産品奨励の文脈に位置付けられることになった。
パビリオン「民藝館」は博覧会の終了後、実業家山本爲三郎が購入し、大阪市淀川区三国町にあった山本邸の中に別荘として移築、「三国荘」と名を改められた。この別荘には多くの人が訪れ、民藝運動の理念と実践を具体的に発信する場となり、のちに民藝運動を強く支援することになる大原孫三郎もこの三国荘を訪れて柳らの活動を理解し、その後の支援のきっかけとなった。

#### 収集品の公開
1929年2月、柳は当時再築の計画が進んでいた東京帝室博物館の大島館長と面会した。社会的に意義のある「民藝」が早く「公有」されるべきだと考えていた柳は、そこで自らの収集品の無償寄贈を提案し、館内に民藝の常陳室の設置と運営の奉仕を申し出た。館長の大島はそれを受けて翌年の3月に開催された「日本民藝品展覧会」に出向いたものの、話はその後進まなかった。この出来事を受けて、柳ら民藝運動の同人たちは、自らの力で民藝館を設立することにより強い思いを抱くようになった。
この後、1931年には静岡県浜名郡高林兵衛の邸宅にあった築300年ほどの古民家を利用して、日本で最初の民芸品の常設展示施設「日本民藝美術館」が開館した。ただし、この施設は2年ほどで閉館する。

### 欧米旅行
1929年4月、柳は濱田とともに日本を発ち、シベリア鉄道でヨーロッパへ向かった。5月にはロンドンに到着し、バーナード・リーチと再会、イギリスに2ヶ月半の間滞在した。ロンドンでは、濱田がパターソン・ギャラリーで個展を、ボザール・ギャラリーでは河井寛次郎の個展を行った。7月には式場隆三郎も合流し、8月に空路でベルリン、同月9日にストックホルムに海路で入った。
ストックホルムで一行はスカンセン野外博物館と北方民族博物館を訪問した。スカンセンは民俗学者のアルトゥール・ハゼリウスが失われていく伝統的な風俗を保存するべく、スウェーデン各地から集めた伝統的な家屋や教会、工房などが移築されて展示されている、世界初の野外博物館である。スカンセンを見学した柳は、日本に帰ったのちに民藝館を設立する決意をしたと式場は述べている。
1930年、ヨーロッパを旅したのちに、柳はアメリカに渡り、ハーバードで半年間講義を受け持った。その際、ボストンのフォッグ美術館で「大津絵展」を開催した。

### 雑誌『工藝』創刊
1931年、雑誌『工藝』が創刊された。この雑誌創刊の目的は、「民藝」という概念を伝え、全国に民藝運動を広げていくことを目的としたものだった。雑誌そのものが工藝的な作品であるべきだと考えた柳らは、表装に布を用いたり、和紙を用紙に使用するなどの取り組みを行った。染色家芹沢銈介は初年度の装丁を担当し、型染めを用いた布表装の様式を生み出した。さらに芹沢は一年分（12冊）の『工藝』を納める帙（書物を保護するために包む覆い）を考案・制作し、廃刊まで10点の帙を作成した。装丁の担当は一年毎に変わり、外村吉之介や鈴木繁男などが携わった。
1931年5月、雑誌『工藝』の創刊に触発された太田直行は柳らを島根に招く。これが島根での民藝運動普及の端緒となった。

### たくみ工藝店
1932年、吉田璋也が鳥取で新作民藝品を販売する「たくみ工藝店」を開店した。これが日本で初めての民藝店（民藝品を専門に扱う店）である。「たくみ」という屋号は柳宗悦によるものである。翌年の12月には東京西銀座にも支店が開店した。さらに、1962年には鳥取のたくみ工藝店の隣にたくみ割烹店が開店した。

### 日本民藝館
白樺美術館の構想以来、柳は美術館建設を目指しており、最初に実現したのは朝鮮民族美術館であった。その後「民藝」という言葉を生み出し、その展示場所を設立するために「日本民藝美術館設立趣意書」を発表し、展覧会を頻繁に開催した。
1934年、日本民藝協会が設立され、柳が会長に就任した。
同年、柳は濱田庄司の紹介で、栃木県の農家で売りに出されていた石屋根の「長屋門」を購入する。駒場の加賀前田家下屋敷の西側に敷地を購入した柳は長屋門を移築し、その場所に新居を建てると決めた。翌年の1月には長屋門が完成したため、新居の完成を待たずに柳は次男の宗玄と長屋門に転居した。
1935年5月、柳のもとに大原孫三郎と秘書の竹内潔真が訪れる。長屋門に感銘を受けた大原孫三郎は民藝美術館設立のために、京都に建てる家に使うつもりだった10万円の寄付を申し出た。この資金をもって、柳は自邸の向かいの土地（550坪）を購入し、河井や濱田と美術館の設計に取り組んだ。そして1936年10月24日、日本民藝館が開館し、柳は初代館長に就任した。開館に際し柳は、それまでに収集したもの一切を日本民藝館に寄付し、さらに以後収集するものも一切を同館に寄付することとした。

### 沖縄旅行

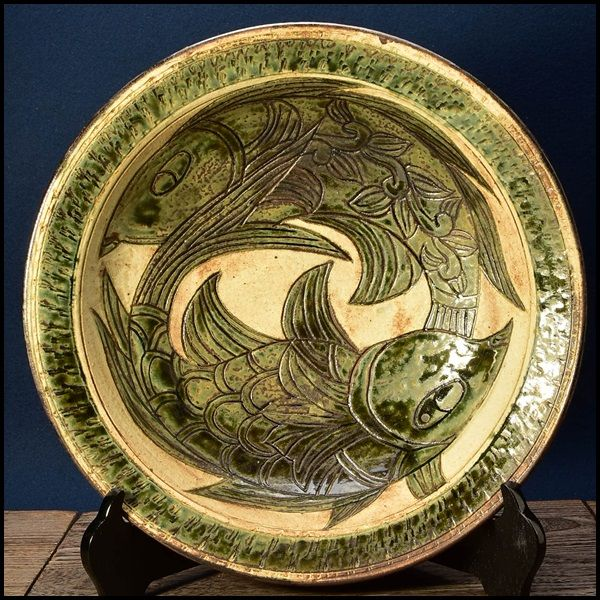
金城次郎の魚紋大皿

民藝運動の中心人物たちと沖縄の関係は、運動開始前から始まっている。
1917年、濱田庄司は河井寛次郎とともに初めて沖縄を訪れる。この時、陶芸家の新垣栄徳と面識を得る。濱田はさらに1924年12月から1925年3月にかけて沖縄に滞在し、壺屋で作陶に励んだ。濱田にとって、この壺屋での作陶はその後の活動に大きな影響を与えており、自身も「京都で道を見つけ、英国で始まり、沖縄で学び、益子で育った」と語っている。この2度の沖縄訪問の間に、濱田は当時新垣のもとで働いていた、のちに著名な陶芸家となる金城次郎と交流しており、金城にとっては濱田との出会いが陶芸家の道を歩むきっかけとなったとされる。
一方で柳宗悦は、学習院中等学科で琉球最後の国王尚泰の孫尚昌が同級生であり、その頃から沖縄に関心を持っていた。高等学校時代には、紅型や沖縄の焼き物にも関心を持ち、沖縄を訪問することも考えていたが、叶わなかった。
1935年、柳は雑誌『工藝』において琉球の染織を紹介、また、1937年7月に新宿伊勢丹で開催された展覧会においても、沖縄の紅型や工藝品に関心を示している。1938年の1月には、日本民藝館で「琉球染織特別展」が開催された。

#### 4度の訪問
そして1938年、濱田と河井とともに、柳は初めて沖縄を訪れた。柳を沖縄に招いたのは、当時沖縄県の学務部長を務めていた山口泉であった。大正期に盛り上がりを見せた沖縄ブームを再燃させ、沖縄の「観光」と「工藝」の発展につながることを期待してのことだった。沖縄に滞在中、柳は紅型や絣、壺屋の陶器、シーサーなどに触れ、大きな感銘をうけ、それらを柳は「琉球の富」と呼んだ。また、滞在中には民藝運動の賛同者との会合が設けられるなどした。
柳はこの後も1939年3月から4月、1939年12月から1940年1月、1940年7月から8月までと沖縄訪問を繰り返し、合わせて4回沖縄を訪れた。
2回目の訪問では、柳の他に濱田や河井など7人の同人が同行した。彼らは民藝、工藝に関する調査や蒐集を行ったり、現地の工人の指導を行うなどした。特に壺屋の焼き物については、民衆の生活に密着した「健康な」焼き物であるとして賞賛した。その成果は雑誌『民藝』（1939年11月号）の「沖縄特集号」にまとめられ、発表された。沖縄に滞在中、柳は座談会に参加し、当時沖縄で行われていた行政による沖縄方言の使用の制限を問題視する発言をおこなった。この発言が「沖縄方言論争」の発端となる（#沖縄方言論争）。なお、訪問から戻ると、柳は1939年11月には日本民藝館で「琉球織物古作品展」、同年の12月には東京高島屋で「琉球新作工藝品展」を開催して、沖縄の工藝品の紹介を行った。
3回目の訪問は1939年末に行われ、民藝協会同人9名の他に、民芸品販売関係者2名、写真関係3名、映画関係2名、観光事業関係2名など、合わせて26名が参加した。沖縄県との関係を良好に保ち民藝運動の発展を目指していた柳は、沖縄の文化を効果的に宣伝することを目指しており、この訪問の際には沖縄に関する案内書、絵葉書や映画の制作などが企画されていた。柳はこの訪問の目的を「絵葉書と図録と案内記と映画を作って来ること」と語っている。この時の成果は雑誌『民藝』（1940年3月号）で「第二次沖縄特集」としてまとめられたが、この時の特集のタイトルは「日本文化と琉球の問題」とされ、沖縄県の言語政策に対する問題意識を反映したものとなっている。また、この時に撮影された映像は、日本民藝協会と松竹映画が製作した「琉球の民藝」と「琉球の風物」という2本の文化映画にまとめられた。
4度目の訪問は1940年7月に行われた。この訪問には柳を含めて3人しか参加していないが、これは沖縄県との関係が方言論争でこじれてしまったことや、民藝運動の対象が沖縄から離れて東北に移ったことなどが影響している。この時の成果は雑誌『月刊民藝』（1940年11月・12月合併号）に「沖縄特集号」としてまとめられ、この号のタイトルは「沖縄言語問題」とされた。

#### 沖縄方言論争
「沖縄方言論争」とは、柳宗悦ら日本民藝協会の同人らと、沖縄の政府の間で行われた、言語政策（標準語励行運動）に関する論争である。
当時、沖縄について本土の人間はほとんど知識を持っておらず、辺境の経済的・文化的に遅れた土地と認識されていた。そのため、本土による教化が必要であるとみられていた。そのような認識のもと、戦時体制を確立するべく当時の沖縄県の行政は文化統制をおこなっておりその施策の一環として沖縄方言の使用の制限及び標準語使用の励行を行っていた。
柳らは2回目の訪沖の際に参加した座談会で、当時沖縄県が実施していた方言使用の制限と標準語の励行について、問題視する発言を行った。民藝協会の同人の中では河井が、標準語の習得は重要であるが、沖縄方言を廃止する理由にはならないとの発言を行った。その際にはその場でそれに反対する意見もあったが、この時には議論は問題になることなく、その場で終わった。
1940年の3回目の訪問の際、1月7日に那覇市公会堂で沖縄観光協会と郷土協会が主催する「観光と文化をめぐる座談会」が行われた。この座談会の席上で、民藝協会の同人は前回の訪問に引き続き、沖縄県庁の方言廃止は行き過ぎであると批判した。
座談会の様子は1月8日の記事で大きく取り上げられた。柳らの批判に対し、沖縄県学務部の社会教育主事の吉田嗣延は私見の形で1月9日に新聞で発言、沖縄県学務部は公式な見解として11日に地元の新聞3紙に「標準語励行について、敢て県民に訴う民藝運動に迷うな」という題の声明を発表して反論した。
この論争は柳が東京に戻った後にも中央の論壇で論じられるようになる。多くの知識人が柳に賛成の立場をとっていたものの、たとえば評論家の杉山平助のように、沖縄県を支持するものもいた。杉山の見解に対して柳はさらに反論し、『新潮』（1940年6月号）に「沖縄問題に関する所信--杉山平助氏に答う」を発表した。その後さらに沖縄県学務部が1940年6月25日に沖縄の地元3紙に「再び標準語に就て柳氏に与ふ」という声明を掲載、それに対して柳は『琉球新報』（1940年8月2日付）において「敢て学務部の責任を問ふ」という文を発表し、論争は続いた。
結局、この論争は4度目の訪沖の後に柳が「琉球文化の再認識--沖縄県知事に呈するの書」を発表、さらに日本民藝協会も「沖縄言語問題に対する意見書」（『月刊民藝』1940年11・12月合併号）を発表したことにより、一応に終止符が打たれることとなった。

### 東北での活動
沖縄での活動と並行して、民藝運動の同人らは東北地方でも調査・蒐集を行った。東北地方での民藝の蒐集は、東京博覧会での「民藝館」のための調査蒐集のために、河井寛次郎と濱田庄司が1927年に旅したことに始まる。その後も民藝運動の同人らもしくは柳宗悦単独で東北に旅している。1937年には『工芸』（第74号）で「蓑」を特集し、全国の蓑の中でも津軽・岩手・鹿角・仙台地方のものがとかく美しく、かつ実用に即したものであると指摘されている。
当時東北地方では、農林省積雪地方農村経済調査所と財団法人雪国協会が民藝協会と協力関係にあり、民藝運動の拡大を助けることとなった。1937年の11月末、積雪地方農村経済調査所の所長と雪国協会の会長を務める山口弘道の依頼で、柳は河井、芹沢銈介と民藝調査に出かけた。これが契機となって調査所に「民藝の会」が発足した。同年、柳は河井や濱田らと何度か東北各地を訪れた。
1939年の2月には、日本民藝館で「東北の蓑類展」を開催し、5月には雪国協会から提供された東北の実用工藝品を加えて「東北民藝展」を開催した。同年7月には柳、河井、濱田が檜枝岐村を訪れ、11月には柳が新庄を訪れている。翌年の2月、柳は河井、外村吉之介、式場隆三郎とともに東北各県をまわって各地域の民藝品の審査を行うとともに、講演会や座談会を開いた。この訪問では、東北の各県の経済部や学務部、雪国協会の協力があった。
同年1940年6月には、日本民藝協会と雪国協会の主催で日本橋三越での「東北民藝展」が開催された。

#### アイヌへの注目

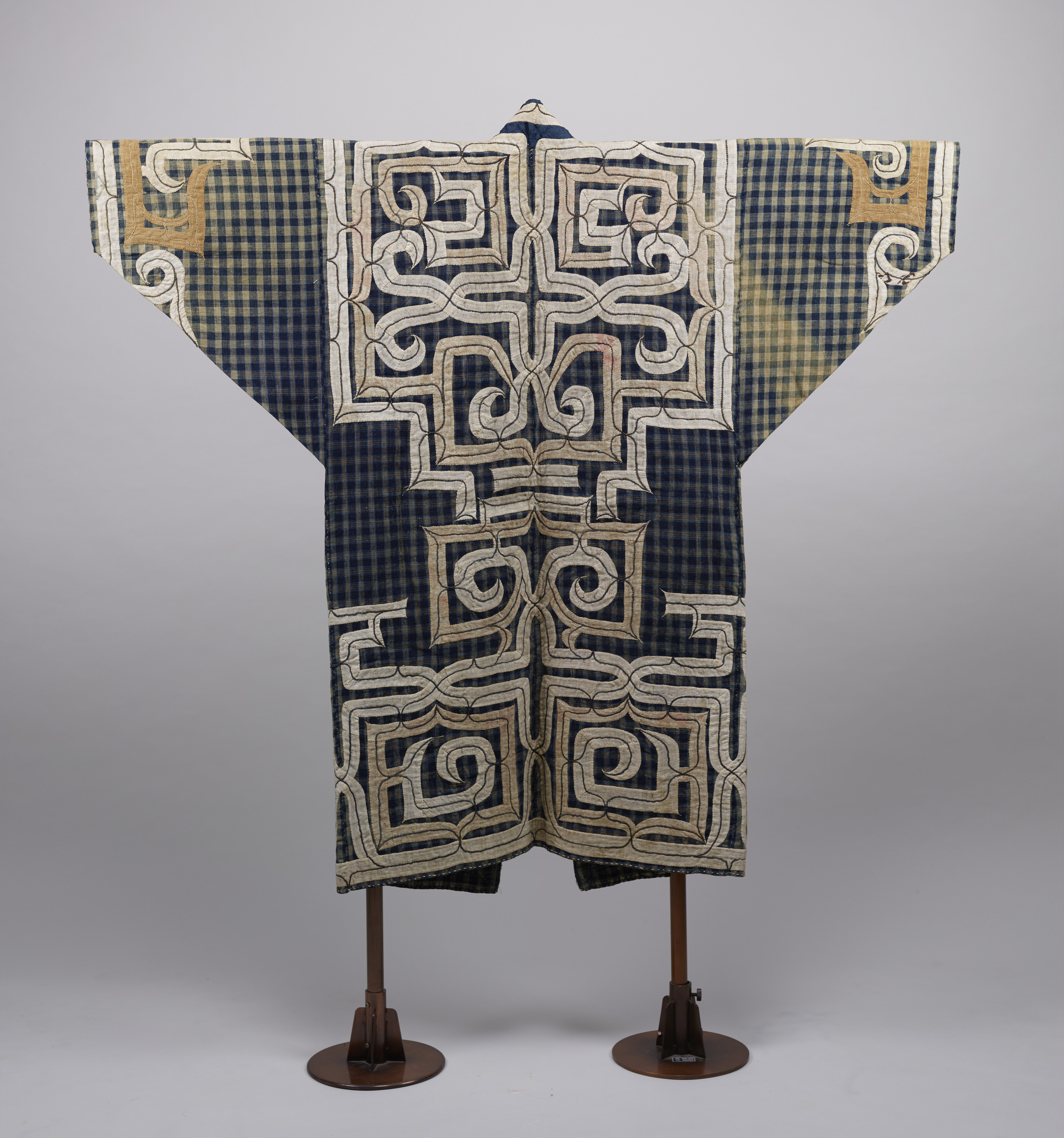
アイヌの木綿衣（東京国立博物館蔵）

東北地方での調査・蒐集を行う中で、柳はアイヌの文化・工藝にも注目するようになる。1941年9月には日本民藝館で「アイヌ工藝文化展」を開催した。同展では、杉山寿栄男のコレクションからも出品され、会期中に杉山と金田一京助による講演会も行われた。さらに、『工藝』の106号と107号ではアイヌ文化の特集が組まれた。柳は106号に「アイヌへの見方」、107号に「アイヌ人に送る書」という論文を掲載し、これまでのアイヌに対する見方を反省するとともに、アイヌに対する日本政府の政策を批判した。これらの取り組みにより、それまで民俗学的資料として扱われていたアイヌの工藝を美的価値を持つものとして世間に紹介することとなった。
当時、アイヌの文化は未開で文字を持たない文化のレベルが低いものとして見られていたが、柳はその工藝品を正倉院の工藝品に匹敵するものであると評価した。また、アイヌの生活にその信仰が深く入り込んでいることから、アイヌの工芸を「信仰に色づけられた仕事」であると評価した。

### 戦時中の活動
1943年1月18日、民藝運動最大の後援者であった大原孫三郎が死去する。
同月、商工省の主導で社団法人大日本工藝会が設立され、柳は一般会員に就任する。ただし、工藝団体が発展解消するなかで、日本民藝館はその独自の主張により、存続が認められた。さらに柳は美術工藝統制会の一般委員にも就任した。

#### 台湾での活動
1941年7月、台北帝国大学の民俗学者金関丈夫と、当時台湾総督府情報部の嘱託だった池田敏雄が中心となって民俗研究の雑誌として『民俗台湾』が創刊された。創刊号の「各地通信」という欄には「台湾の竹椅子京都に進出す」という記事が掲載され、河井寛次郎が台湾出身の竹材職人３人を京都に招いたことが伝えられており、この時から『民俗台湾』と民藝協会の間に交流があった。また、この雑誌の中で金関は「民芸解説」という連載を執筆し、台湾の周辺地域の民藝を紹介した。
1943年には、柳が日本民藝館と東洋美術国際研究会の委嘱で台湾の生活工藝を調査するために、同地へ渡る。40日かけて、金関らの案内により台湾各地を訪問した。旅の成果は『工藝』にまとめられる予定だったが、戦局が悪化したため実現しなかった。記録としては、柳の談話の筆録「台湾の民藝について」（『民藝』50号）や式場隆三郎の聞書「台湾の生活用具について」（『『民俗台湾』22号、23号）がある。

### ヨーロッパ・アメリカ訪問
1952年、英国で開催される国際工藝家会議に招待された柳宗悦と濱田庄司は、柳、濱田、志賀直哉の3人で毎日新聞の文化使節としての後援を得て、ヨーロッパへ渡った。この3人に梅原龍三郎と益田義信も加わり、1952年5月末に羽田を出発した。一行はまずローマを見物し、その後アッシジ、フィレンツェ、シエナ、ヴェネツィア、ミラノ、ボロニアをめぐり、パリに一週間滞在。さらにスペインのマドリード、トレド、リスボンをまわって7月7日にロンドンに到着した。ロンドンでは、柳は17年ぶりにバーナード・リーチに再会し、柳は濱田とともに23年ぶりにセント・アイヴスを訪れた。17日からは国際工藝家会議に参加し、柳は日本民藝館の収蔵品などのスライドを映写しながら講演を行なった。
会議が終了した後には、柳と濱田はオランダ、デンマーク、スウェーデン、ノルウェー、フィンランド、スイス、フランスを1か月で回った後にロンドンに戻り1か月滞在した。ロンドンに滞在中には「リーチ・濱田展」を開催した。その後、柳、濱田、リーチはニューヨークへ渡り、3か月間アメリカ各地で陶芸の指導や講演を行なった。そして1953年の2月、柳と濱田はリーチとともに日本に帰国した。

### 柳宗悦の死去
1961年（昭和36年）5月3日、民藝運動の中心的人物だった柳宗悦が逝去。5月7日、日本民藝館で葬儀が行われた。柳の死後、日本民藝館の館長には濱田庄司が、また、日本民藝協会会長には大原總一郎がそれぞれ就任した。
同年、大原美術館に芹沢銈介設計による陶器館が設立された。同館では、富本憲吉やバーナード・リーチ、河井寛次郎、濱田庄司らの作品が常陳された。1963年には倉敷市で大原美術館の芹沢銈介染色館と、棟方志功版画館が開館した。
1962年、沖縄民藝協会が設立される。また同年、ちきりや工芸店の店主丸山太郎が松本市の山辺温泉に松本民芸館を開く。
1965年、富山市民芸館が開館し、初代館長に安川慶一が就任した。翌年には、熊本国際民藝館が開館し、初代館長に外村吉之介が就いた。さらに1967年には東予民藝館が開館した（1977年に愛媛民藝館と改称）。1969年には、松本民芸生活館が開設された。

### 日本万国博覧会
1970年、大阪で開催された日本万国博覧会に、「日本民藝館」というパビリオンが出展された。当時、このパビリオンの出展を企画したのは大原總一郎で、大原が委員長を務める「万博日本民藝館出展協議会」が設立された。協議会には関西の財界の有志17社1団体が集まり、1967年に万博出展の決議が行われた。1968年、大原が逝去したのちには、当時の日本生命社長弘世現が委員長を引き継いだ。パビリオンの館長には当時日本民藝館の館長を務めていた濱田庄司が名誉館長とされた。テーマは「暮らしの美」である。
パビリオン「日本民藝館」の展示については、鈴木繁男が中心となり、民藝運動に関わりのあった作り手や、雑誌『民藝』の編集を担っていた同人などによって作り上げられた。また、濱田や芹沢なども関わっていた。このパビリオンは駒場の日本民藝館の出展したものであったため、展示品のほとんどが日本民藝館の所蔵品であったが、第四展示室には万博の開催にあわせて制作された、棟方志功の木版画「大世界の柵『乾』--神々より人類へ」が展示された。
このパビリオンは、万博終了後に大阪府に寄贈され、後に万国博覧会記念協会に無償譲渡され、大阪日本民芸館として1972年3月に新装開館した。初代館長には濱田庄司が就任した。

### 民藝ブーム
1950年代後半から1970年代にかけて、社会現象としての民藝のブームが発生した。「民藝」という言葉が生まれた当初、この言葉は民藝運動に携わる同人たちの間でのみ共有されていたが、1950年代ごろになると、「民藝」という言葉が一般的な言葉として受け入れられていった。その過程で、柳らの提唱した「民藝」からは離れて、「お土産品」や「特産品」としての「手工芸品」（いわゆる民芸品）と同じような意味の言葉として広まっていった。さらに、高度経済成長期を背景として、農村や「ふるさと」に対するノスタルジアが高まり、民芸品が消費の対象として商品化され、それを買い求める動きが都市生活者の中で盛んになっていった。

### ネオ民藝
柳らの民藝運動を現代に置き換える動きとして、「ネオ民藝」という運動がある。「ネオ民藝」ではアートを「より良く生きるための道具」と捉え、生活の中にものづくりを組み込むことを目指し、活動している。提唱した松井利夫は東日本大震災後の東北の復興支援に携わる中で「民藝」の可能性を見出したという。

## 「民藝」の理論

### 「民藝」の定義
「民藝」とは、手仕事によってつくられた日常的に使用される実用性のある工芸品を指す、柳宗悦らによってつくられた造語である。当初、柳らは日常遣いの雑器を、京都の「市」の売り子に倣って「下手物」と呼んでいたが、俗語として誤用・転用されやすく、一般的に使われるようになってから不都合であると考え、自分たちの考えを正確に伝えるために新しい言葉を生み出した。柳は、自身の集めている民藝の条件を、①実用（はじめから純粋な鑑賞目的ためだけのために作られたものでないこと）、②無銘（名のある職人が自身の業績として誇るために作ったものでないこと）、③適正価格（一般民衆が実用品として購入できるものであること）、④地方色（その土地の伝統・風土に根ざす美があること）とし、これに⑤協業（分業等により職人ないし一般の作り手によって製作がなされること）を加えるものもある。

### 思想的展開
民藝の理論の特徴の一つに直感主義がある。柳は自身の直観に基づいて民藝の美を見出した。そのため、柳は民藝運動において工藝品などを直接見ることを非常に重視し、日本民藝館を設立した。
柳宗悦は普段使いの工藝品に美を見出すという考えは、初期の茶人らの思想との親和性が高いと考え、茶人らを尊敬すると共に、彼らが代々受け継いだ「大名物」にも注目した。
民藝運動は、イギリスのアーツ・アンド・クラフツ運動の影響を受けているとされるが、柳自身はアーツ・アンド・クラフツ運動の模倣であると指摘されることに強く反発していた。アーツ・アンド・クラフツ運動が美の観点から社会批判を展開した一方で、民藝運動では西洋の美とは異なる東洋の、特に日本の美を見出すという問題意識が運動開始当初の柳にはあった。

## 評価

### 内部からの評価
「民藝」の提唱者の一人であり、民藝運動の指導者であった柳宗悦自身は、1939年の雑誌『工藝』に掲載された「『白樺』と『工藝』」という題の文の中で、「『白樺』が当時あんなにも若い人々に歓迎せられたのに比べて、この『工藝』」は青年層に愬へるところが薄い」と述べ、民藝運動が若年（青年）層の共感を獲得できていないと述べている。

#### 離脱
当初、民藝運動に賛同していた者の中から、次第に柳を中心とした運動に違和感を感じ、運動から離れていったものも多数いる。
民藝運動の初期からの賛同者であった富本憲吉は、国画会の運営に関して柳と意見が対立し、民藝運動を離脱した。同じく初期からの賛同者であった河井寛次郎も、晩年には民芸作家と呼ばれることを嫌って運動から離れ、「民族造形」を唱えて活動した。
民藝運動に尽力し、北海道での民藝協会の設立にも関わった三宅忠一は、柳が民藝運動において個人作家を重視したことに反対して、民藝運動を離脱、1959年に新たに日本民芸協団を設立した。
民藝運動の理論は柳個人が支える部分が大きく、同じく離脱した青山二郎は「柳宗悦個人の意識を民藝の美と称するものから取去つて見給へ、美術館は消えてなくなるだろう。だからその他大勢は概念の虜である」と述べている。

### 外部からの評価
民藝運動は熱烈に歓迎されるか、無関心、不快のうちに黙殺される傾向にあった。
北大路魯山人は柳の審美眼に対する疑問を呈するとともに、下手物が用途や時代性を考えることなく安易に称賛されていること、民藝作家の作品の中には高価なものがあるという矛盾、などの点を挙げて民藝の理論を批判した。
また、評論家白洲正子も民藝運動に対して批判を浴びせた一人だった。
スウェーデンの陶芸家ヴィルヘルム・コーゲは1956年にスウェーデンYMCA日本観光団の一員として来日し、日本民藝館や濱田庄司の自宅などを訪れた。彼はのちにデザイン誌『FORM』（1956年10月号）で、日本で伝統的な手工芸の文化が消失していっている中で、民藝運動は地方の陶磁器文化を保存し新しい工芸品の制作活動の基礎を作る試みであると評価した。
琉球芸術の研究者で染色家の鎌倉芳太郎は、柳ら民藝運動の下手物を尊重する態度は、沖縄の染色や漆工芸の「巧妙精密な技法」が衰退した原因の一つであると批判した。
小熊英二は、柳が沖縄と関わりその工芸や方言に関する議論を行う中で、沖縄が日本の一部であることを前提にしていると批判している。

## 民藝運動に関わった人々

### 主要メンバー
以下が民藝運動の中心となった人物である。
- 柳宗悦 - 民藝運動の指導者で、日本民藝協会初代会長、日本民藝館初代館長。宗教哲学者[122]。
- 河井寛次郎 - 陶芸家。主に京都市五条坂を拠点として活動した[122]。
- 濱田庄司 - 陶芸家。栃木県益子を拠点として活動した[122]。
- バーナード・リーチ - イギリス出身の陶芸家。1909年に来日して柳らと交流した[122]。
- 芹沢銈介 - 染色家。東京、静岡を拠点に活動した[122]。雑誌『工藝』の装丁などを手がけた[45]。
- 式場隆三郎 - 新潟県出身の精神科医。民藝の機関誌の編集や、多くの文章の執筆、出版を手がけた[122]。
- 吉田璋也 - 鳥取県出身の耳鼻科医。鳥取民藝美術館の創設者[122]。

### 陶芸家
- 金城次郎 - 沖縄県那覇市出身。壺屋焼の伝統的な陶器をベースとした作風を確立。沖縄を訪れた柳らと交流（→#沖縄旅行）。
- 舩木道忠 - 島根民藝協会に発足時から参加。柳、濱田、河井、リーチらと交流を持つ[123]。
- 奥田康博 - 河井、濱田の指導を受けて民藝陶器の製作に取り組む[124]。
- 鈴木繁男 - 漆工としても活躍。一時柳家に住み込み柳の指導を受けるとともに、日本民藝館の展示に携わる[125]。
- 富本憲吉 - 奈良、東京、京都で活動。のちに民藝からは離れていく[114]。

### 木工家
- 黒田辰秋 - 上賀茂民藝協團に参加（→#上賀茂民藝協團発足）。
- 安川慶一 - 富山市民藝館の開館に尽力し、同館長を務めた[126]。
- 池田三四郎 - 松本民芸家具の創設者。

### 染織家
- 外村吉之介 - 滋賀県出身。倉敷民藝館初代館長を経て、熊本国際民藝館の設立に携わる[122]。
- 青田五良 - 上賀茂民藝協團に参加（→#上賀茂民藝協團発足）。
- 平良敏子 - 沖縄の民藝、特に芭蕉布の復興に携わる[127]。
- 岡村吉右衛門 - 柳の紹介で芹沢のもとで染色を学び、日本民藝協会の展覧会に出品するなどした[128]。
- 志村ふくみ - 黒田辰秋や富本憲吉らに指導を受けて染色に取り組んだ[129]。

### 版画家
- 棟方志功 - 柳ら民藝の同人と深い関係を持つ[130]。
- 長谷川富三郎 - 吉田璋也や柳、芹沢ら民藝同人と交流する[131]。

### 建築関係
- 吉田徳十 - 大工。東京博覧会の「民藝館」の建築に携わる。高林兵衛の元に出入りしていた[132]。

### 実業家
- 大原孫三郎 - 倉敷紡績などの社長を歴任。日本民藝館の開館を支援。息子の總一郎とともに民藝運動の支援をした[122]。
- 大原總一郎 - 大原孫三郎の息子。日本民藝協会第2代会長を務めた（→#柳宗悦の死去）。
- 川勝堅一 - 高島屋の総支配人を務めた。河井寛次郎のコレクターで、民藝運動を支援[122]。
- 倉橋藤治郎 - 蒐集家。工政會時代に同出版部から「民藝叢書」を発行。柳宗悦に「民藝館」を国産振興東京博覧会に出店するように依頼[122]。
- 山本為三郎 - 朝日麦酒株式会社初代社長。民藝運動を生涯に渡り支援[122]。
- 高林兵衛 - 素封家、時計蒐集家。「日本民藝美術館」のために邸宅の一部を提供した（→#収集品の公開）。

### 評論家
- 青山二郎 - 美術評論家。雑誌『工藝』の創刊にも携わる[133]。
- 青山民吉 - 装丁家、美術評論家[122]。
- 石丸重治 - 美術評論家。雑誌『工藝』創刊に携わる[134]。
- 秦秀雄 - 美術評論家。柳や青山ら民藝同人らと交流し、雑誌『民藝』に寄稿するなどした[135]。

### 研究者
- 浅川伯教 - 陶芸研究家[122]。
- 浅川巧 - 陶芸研究家[122]。
- 小井川潤次郎 - 民俗学者。柳宗悦の仲介で伝統工芸の菱刺しを全国に紹介。

### その他
- 坂本万七 - 写真家。民藝品を多く撮影[136]。
- 安部榮四郎 - 和紙製作家[137]。
- 柳宗理 - 柳宗悦の長男。インダストリアルデザイナー。日本民藝館の館長を務めた（1977 - 2006）。
- 志賀直哉 - 柳とは雑誌『白樺』の同人で学習院の同窓、親族でもある。
- 山口泉 - 埼玉県商工課長、沖縄県学務部長を歴任した元官僚[138]。柳宗悦らを沖縄に招いた。東京荻窪に「いづみ工芸店」を開く[60]。富山県に住んでいた棟方志功を東京に呼び寄せるなどもした[139]。

## 関連施設
民藝運動の賛同者たちにより設置され運営されている、「民藝館（民芸館）」が日本各地に存在する。また、無名の職人たちの工芸品・民藝品や民藝運動関係者らの作品は、支援者によっても収集されて各地の美術館・博物館に収蔵・展示されている。

### 支援者・関係者のコレクションを収める美術館
- 大原美術館（岡山県倉敷市）- 民藝運動の支援者だった大原孫三郎のコレクションを収蔵[142]。白樺派がロダンから贈られたブロンズ像を所蔵する。工芸館がある。
- アサヒビール大山崎山荘美術館（京都府乙訓郡大山崎町）- 民藝運動の支援者だった山本為三郎のコレクションを収蔵[143]。大礼記念博覧会の「民藝館」を移築した「三国荘」のほか、民藝品を多数所蔵。
- 日登美美術館（滋賀県東近江市） - 主に図師礼三のバーナード・リーチの作品のコレクションを収蔵する[144]。
- 静岡市立芹沢銈介美術館（静岡県静岡市） - 柳を師と仰いだ芹沢の作品と民芸品を含むコレクションを展示している[145][146][147]。
- 濱田庄司記念益子参考館（栃木県益子町） - 柳とともに民藝運動を牽引した濱田庄司が作陶の参考として収集した工芸品などを展示する場として開館[148]。
- 東北福祉大学芹沢銈介美術工芸館（宮城県仙台市青葉区） - 芹沢の作品や、彼が収集した工芸品を収蔵する[149]。
- 棟方志功記念館（青森県青森市） - 柳宗悦ら民藝運動の関係者と交流のあった棟方志功の作品を多く収蔵する[150][151]。
- 湯浅八郎記念館（東京都三鷹市） - 湯浅八郎の集めた民藝品などを収める[152]。
- 河井寛次郎記念館（京都府京都市東山区） - 民藝運動の中心的メンバーとして活躍した河井寛次郎の記念館[153]。
- 京都国立近代美術館 - 河井寛次郎の作品を網羅した「川勝コレクション」（425点）などを所蔵[154]。
- 丹波古陶館（兵庫県丹波篠山市） - 柳宗悦に交友のあった中西幸一が収集した古丹波などを展示[155]。

### 全国の民藝館
以下は日本民藝協会が紹介しているもの。
- 日本民藝館（東京都駒場） - 日本で最初の民藝館。初代館長は柳宗悦。
- 倉敷民藝館（岡山県倉敷市）- 日本で2番目の民藝館[157]。民藝運動の支援者であった大原孫三郎の息子大原總一郎の支援をもとに、倉敷市の街並みを保存する運動の最初の例として、建物が修復されたのちに公開された[157]。
- 大阪日本民芸館（大阪府吹田市）- 大阪万国博覧会に日本民藝館が出展参加した際のパビリオンとして開設[158]。万博終了後、1971年に大阪日本民芸館として開館[158]。万博記念公園内に位置する[158]。
- 富山市民俗民芸村民芸館（富山県富山市）[159]
- 日下部民藝館（岐阜県高山市） - 明治建築の民家が民芸館として公開されている[160]。
- 松本民芸館（長野県松本市）- 民藝運動に共鳴した丸山太郎が民芸品を収集して創館[161][162]。のちに収蔵品と建物が松本市に寄贈され、現在は市立博物館の分館として運営[162]。
- 豊田市民芸館（愛知県豊田市）- 日本民藝館改築の際に、旧大広間と館長室を本多静雄が譲り受けて豊田市に寄贈し、整備されたのちに第一民芸館として開館[163]。
- 京都民芸資料館（京都府京都市左京区）- 民藝品を蒐集し保存することを第一目的とする施設[164]。
- 鳥取民藝美術館（鳥取県鳥取市） - 民藝運動に傾倒した医師の吉田璋也がプロデュースした新作民藝や、コレクションした民芸品を展示する美術館[165]。
- 出雲民藝館（島根県出雲市） - 民藝の趣旨に感銘を受けた旧豪農山本家が中心となり、倉敷民藝館の初代館長外村吉之介の指導などを得て。1974年（昭和49年）に開館[166][167]。
- 愛媛民藝館（愛媛県西条市） - 四国で唯一の民藝館[168]。1967年（昭和42年）、当時の日本民藝協会長・大原總一郎が提唱し、四国における民藝活動の拠点として設立[168]。東予民藝館として開館したが、1977年（昭和52年）に愛媛民藝館と改称[98]。
- 熊本国際民藝館 （熊本県熊本市北区）- 倉敷民藝館初代館長外村吉之助が、収集した民藝品の収蔵・展示を目的として開設[169]。
- 日本民藝館沖縄分館（沖縄県那覇市） - 1973年（昭和48年）4月開館[170]。1992年（平成4年）に閉鎖[171]。収蔵品は那覇市立壺屋焼物博物館に寄託[171]。
- 出羽の織座米澤民藝館（山形県米沢市）[172]
- 多津衛民芸館（長野県佐久市） - 柳宗悦に強く影響を受けた教育者小林多津衛によって開館[173]。

#### その他の民藝館
- en:Mingei International Museum - 米サンディエゴにある民藝をテーマにした美術館。